# Szécsi Ferenc (drámaíró)
Szécsi Ferenc, született Schönberg (Pest, 1861. május 16. – Budapest, 1941. május 17.) újságíró, ügyvéd, a Vígszínház dramaturg-igazgatója, a Petőfi Társaság tagja. 

## Pályája
Schönberg Ármin (1830–1891) ügyvéd és Tafler Teréz (1839–1903) fiaként született. A középiskolát Pesten, a jogot részben ugyanott, részben a lipcsei egyetemen végezte. 1886-ban ügyvédi oklevelet szerzett és Budapesten ügyvédi irodát nyitott. Közben családi nevét Szécsire változtatta. Beutazta Nyugat-Európát és a Közel-Kelet egy részét; útjáról cikkeket írt a Pesti Hírlapba, (az 1880-as években gyakran Franciscus álnéven), humoreszkeket és tárcákat több más lapba.
A Vígszínház létesítésére 1894-ben alakított részvénytársaság legnagyobb részvényese volt, és így a színház üzemeltetésére alapított négyfős Vígszínház Bérlőtársaságnak is tagja lett. 1896-tól 1900 végéig a színház dramaturg-igazgatójaként működött. 1905-ben Hatvanba közjegyzővé nevezték ki, 1916-ban Pestszenterzsébetre helyezték át. 1907-ben a Petőfi Társaság tagjává választotta.
Újságírói pályáját Ágai Adolf Borsszem Jankó című élclapjában kezdte, melynek évekig állandó munkatársa volt. Ő teremtette meg a lap egyik népszerűvé vált alakját, Bukovay Absentiust. Háromszáznál több, kivált humoros tárcacikke jelent meg a hazai és kisebb részben a külföldi lapok. Sorozatban gyártotta a humoros ötleteket, aforizmákat, több közülük szállóigévé vált.
A színpadi szerzőként a Bál után című egyfelvonásos színművel indult, mely 1889-ben került színre a Nemzeti Színházban. Több külföldi darabot dolgozott át és fordított magyarra. Néhány színművét külföldön is játszották (Németország, Anglia, Oroszország, Amerika.)
Érdekesség, hogy a 80. születésnapját közvetlenül követő napon hunyt el.

## Családja
Felesége Deutsch Adrienne volt, Deutsch Lajos földbirtokos és Csillag Aranka lánya, akivel 1893. március 7-én Budapesten kötött házasságot.
Gyermekei:
- Szécsi Ármin András Rezső (1893–1929) magántisztviselő. Felesége Dömök Irén Erzsébet volt.[8]
- Szécsi Gábor Ferenc (1895–1971)[9] mérnök. Felesége dr. Lakatos Márta Mária orvos volt.[10]
- Szécsi Etelka (1897–?)

Testvére Szécsi Illés (1866–1939) gyáros, földbirtokos révén, Varsányi Irén sógora volt.

## Munkái
- Bál után. Monolog. Budapest, 1889. (A Nemzeti Színházban mutatták be 1889. október 2-án)
- Legénybúcsú. Magánjelenet. Budapest, 1892. (Monologok 38. A Nemzeti Színházban mutatták be 1891. október 9-én)
- Kaland. Dramolet két szakaszban. Budapest, 1897. (Makai Emillel közösen. Színre került a Népszínházban 1897. január 7-én)
- Művészszerelem. Jelenet. Budapest, 1906.
- Derű. Szécsi Ferenc válogatott munkáinak gyűjteménye. Három kötet. Budapest és Gyoma, 1912.

### További színművei
- Sára és Bernát, paródia 1 felvonásban (Rákosi Viktorral; Népszínház, 1888. december 18.)
- Baba, bohózat 3 felvonásban (Nemzeti Színház, 1893)
- Éljen a kisiparos, Carlweiss bohózata 4 felvonásban, fordítás (Vígszínház, 1896. júl. 21.)
- Utazás az özvegység felé, vígjáték 3 felvonásban (Nemzeti Színház, 1904. március 26. Előadták Prágában, Bécsben[11] és Németország több városában)
- A színház ördöge, vígjáték 3 felvonásban (Vígszínház, 1905. március 3.)